# Progomphus amarillus
Progomphus amarillus là loài chuồn chuồn trong họ Gomphidae. Loài này được Tennessen miêu tả khoa học đầu tiên năm 1992.